# Aventura en el fondo del mar
Aventura en el fondo del mar fue una serie de historietas creada por el guionista Víctor Mora y el dibujante Juan Escandell para la revista "Tele Color" de Editorial Bruguera en 1965.

## Trayectoria editorial
Aventura en el fondo del mar se publicó en el semanario "Tele Color", junto a otras adaptaciones historietísticas de producciones televisivas estadounidenses, siendo la única de grafismo realista junto a Bonanza de Howard Stanley y Torregrosa. Estaba basada en Viaje al fondo del mar de Irwin Allen.
También apareció en "Din Dan" entre 1967 y 1969 y todos sus capítulos fueron recopilados en forma de álbumes monográficos dentro de la colección "Grandes Aventuras Juveniles", junto a otras series de la editorial, como Astroman, El Corsario de Hierro, Dani Futuro, Roldán sin Miedo, El Sheriff King y Supernova.
| Número     | Título                               | Publicación original | Recopilación                          |
| ---------- | ------------------------------------ | -------------------- | ------------------------------------- |
| 1          | «El robot errante»                   | "Tele Color" núm.    | "Grandes Aventuras Juveniles" núm. 41 |
| Argumento: |                                      |                      |                                       |
| 1          | «El misterio de los barcos hundidos» | —                    | "Grandes Aventuras Juveniles" núm. 44 |
| Argumento: |                                      |                      |                                       |
| 1          | «La isla de las sorpresas»           | —                    | "Grandes Aventuras Juveniles" núm. 47 |
| Argumento: |                                      |                      |                                       |